# Voto paralelo

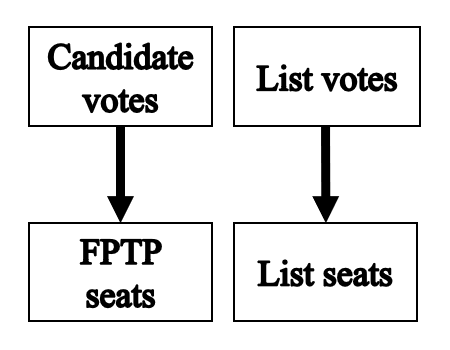
Diagrama de votación paralela con FPTP utilizado en los escaños de distrito y PR de lista de partido de otros escaños.

Los sistemas de voto paralelo son sistemas de votación mixtos en los que los votantes participan en dos elecciones concurrentes que utilizan fórmulas electorales diferentes y en los que una elección a menudo no tiene ninguna influencia directa sobre los resultados de la otra. Si la influencia o el impacto de una elección sobre la otra es grande, entonces se trata solo de un sistema de representación proporcional mixta. El sistema de miembros suplementarios es el sistema de voto paralelo más utilizado, combinando el escrutinio uninominal mayoritario con la representación proporcional.

## Características
Con el sistema de miembros suplementarios, un porcentaje predeterminado de los miembros de la cámara son elegidos con el escrutinio uninominal mayoritario; es decir, compiten en elecciones locales en sus respectivas circunscripciones, y el candidato que consiga el mayor número de votos es elegido como representante. El resto de los miembros de la cámara son elegidos por la vía del escrutinio proporcional plurinominal; es decir, asignados a partir de las listas de partidos (abiertas o cerradas) en proporción al número total de votos que cada partido recibió en las elecciones. Los diputados electos con el primer método a menudo se conocen como "diputados uninominales", y los diputados electos con el segundo método, como "diputados plurinominales".
A diferencia de los sistemas de representación proporcional mixta, en los que se consigue representación proporcional en todo la cámara (es decir que el número de asientos asignados a cada partido corresponde a la proporción de los votos que los partidos obtuvieron en las elecciones), en el sistema de miembros suplementarios la proporcionalidad está confinada solo a la sección del parlamento asignada con el método de representación proporcional. Así, si un partido consigue el 5% de los votos, solo le será asignado el 5% de los asientos de los diputados plurinominales, sin importar el número de asientos que haya ganado uninominalmente, incluso si no consigue ninguno.
Algunos países, como México, establecen límites al número de asientos asignados plurinominalmente, para evitar que un partido esté "sobrerepresentado", a menudo poniendo un límite al número de asientos que un partido puede tener en total (uninominales y plurinominales), o a la diferencia entre el porcentaje de votos obtenidos en las elecciones y el porcentaje de asientos que el partido obtiene en total (uninominales y plurinominales). 
- Datos: Q1062211